# NGC 4016
NGC 4016 este o interacțiune de galaxii situată în constelația Părul Berenicei. A fost descoperită în 30 martie 1854 de către William Parsons, 3rd Earl of Rosse⁠(d).